# Прапор Швейцарії
Прапор Швейцарії — один з офіційних символів держави Швейцарія.
Прапор Швейцарії є червоним квадратним полотнищем із білим хрестом посередині, кінці якого не досягають меж прапора. Промені хреста рівновеликі й при цьому довжина променя хреста на 1/6 більша, ніж ширина. На відміну від більшості інших державних прапорів, прапор Швейцарії має форму квадрата. Походить від герба кантону Швіц (одного з трьох кантонів, що утворили Швейцарську конфедерацію в 1291 році, разом з Урі і Унтервальдом).

## Конструкція прапора
|                     |
| Конструкція прапора |